# Realschule Schöllnach
Die Realschule Schöllnach ist eine staatliche allgemeinbildende Schule im Markt Schöllnach im niederbayerischen Landkreis Deggendorf.

## Profil
723 Schüler besuchten im Schuljahr 2023/24 die Realschule. Sie hat den Leitspruch „Mit Herz und Verstand vorbereiten auf das Leben“. Das Profil umfasst technische, soziale, musische, wirtschalftlich wie sprachliche Schwerpunkte. Zudem bietet sie die Wahlpflichtfächergruppen I (Technisch-naturwissenschaftlich), II (Kaufmännisch-wirtschaftlich), IIIa (fremdsprachlich-französisch) sowie IIIb (musisch-Werken) in allen Jahrgangsstufen 7 bis 10 an.

## Digitale Schule
Wegen ihrer Initiativen im Bereich der schulischen Digitalisierung wurde die Schule mehrfach ausgezeichnet.
Die Stiftung Bildungspakt Bayern wählte im Jahr 2016 die Realschule unter 350 bayerischen Realschulen mit der Realschule am Europakanal aus, um im Modellversuch Digitale Schule 2020 neue Unterrichtsmethoden und -beispiele zu erproben.
Die Initiative MINT Zukunft schaffen Deutschland vergab im November 2018 das Siegel „Digitale Schule“ an die Realschule Schöllnach.
Die Schule war von 2015 bis 2017 Versuchsschule des Projekts „Unterrichten durch Videotutorials“ der Stiftung Bildungspakt Bayern.